# Wereldkampioenschappen veldlopen 1975
De tweede IAAF wereldkampioenschappen veldlopen vonden plaats op 16 maart 1975 op Souissi Racecourse in de Marokkaanse stad Rabat. 
In totaal namen er 316 atleten uit 26 landen deel.

## Mannen

### Senioren (12 km)
| Plaats | Naam                    | Land | Tijd  |
| ------ | ----------------------- | ---- | ----- |
| 1      | Ian Stewart             | SCO  | 35.20 |
| 2      | Mariano Haro            | ESP  | 35.21 |
| 3      | Bill Rodgers            | USA  | 35.28 |
| 4      | John Walker             | NZL  | 35.45 |
| 5      | Euan Robertson          | NZL  | 35.46 |
| 6      | Franco Fava             | ITA  | 35.47 |
| 7      | Ray Smedley             | ENG  | 35.50 |
| 8      | Klaus-Peter Hildenbrand | FRG  | 35.51 |
| 9      | Hans-Jürgen Orthmann    | FRG  | 35.55 |
| 10     | Gaston Roelants         | BEL  | 35.57 |

Landenrangschikking: 1 Nieuw-Zeeland, 2 Engeland, 3 België.

### Junioren (7 km)
| Plaats | Naam                | Land | Tijd  |
| ------ | ------------------- | ---- | ----- |
| 1      | Bobby Thomas        | USA  | 21.00 |
| 2      | José Luis González  | ESP  | 21.18 |
| 3      | John Treacy         | IRL  | 21.23 |
| 4      | Cándido Alario      | ESP  | 21.29 |
| 5      | Don Clary           | USA  | 21.38 |
| 6      | Mike Longthorn      | ENG  | 21.41 |
| 7      | Christian Foucquets | BEL  | 21.42 |
| 8      | Roy Kissin          | USA  | 21.44 |
| 9      | Louis Kenny         | IRL  | 21.45 |
| 10     | Gerry Finnegan      | IRL  | 21.46 |

Landenrangschikking: 1 Verenigde Staten, 2 Ierland, 3 Spanje.

## Vrouwen

### Senioren (4 km)
| Plaats | Naam                    | Land | Tijd  |
| ------ | ----------------------- | ---- | ----- |
| 1      | Julie Brown             | USA  | 13.42 |
| 2      | Bronislawa Ludwichowska | POL  | 13.47 |
| 3      | Carmen Valero           | ESP  | 13.48 |
| 4      | Gabriella Dorio         | ITA  | 13.51 |
| 5      | Lorraine Moller         | NZL  | 13.53 |
| 6      | Heather Thomson         | NZL  | 14.01 |
| 7      | Ann Yeoman              | ENG  | 14.03 |
| 8      | Mary Stewart            | SCO  | 14.03 |
| 9      | Margherita Gargano      | ITA  | 14.12 |
| 10     | Anne Garrett            | NZL  | 14.15 |

Landenrangschikking: 1 Verenigde Staten, 2 Nieuw-Zeeland, 3 Polen.
1973 · 
1974 · 
1975 · 
1976 · 
1977 · 
1978 · 
1979 · 
1980 · 
1981 · 
1982 · 
1983 · 
1984 · 
1985 · 
1986 · 
1987 · 
1988 · 
1989 · 
1990 · 
1991 · 
1992 · 
1993 · 
1994 · 
1995 · 
1996 · 
1997 · 
1998 · 
1999 · 
2000 · 
2001 · 
2002 · 
2003 · 
2004 · 
2005 · 
2006 · 
2007 · 
2008 · 
2009 · 
2010 · 
2011 · 
2013 · 
2015 · 
2017 · 
2019 · 
2023 · 
2024